# Rohland (Hemer)
Rohland ist als ein Teil der ehemals selbstständigen Gemeinde Frönsberg in Nordrhein-Westfalen seit dem 1. Januar 1975 ein Ortsteil der Stadt Hemer.
Rohland liegt im Stephanopeler Tal im Südosten der Stadt, zwischen Heppingserbach im Süden und Ispei im Norden und Nordosten. Die Ortschaft befindet sich am östlichen Hang des Lohbergs (473 Meter ü. NN) und ist von einem geschlossenen Waldgebiet umgeben.